# Calopteryx angustipennis
Calopteryx angustipennis – gatunek ważki z rodziny świteziankowatych (Calopterygidae). Występuje na terenie Ameryki Północnej.